# Malínovo (Rússia)
|  | Per a altres significats, vegeu «Malinovo». |

Malínovo (en rus: Малиново) és un poble del krai de Primórie, a l'Extrem Orient de Rússia, que en el cens del 2010 tenia 1.104 habitants. Pertany al districte rural de Dalneretxenski.